# Эстеп, Майк
Майк Эстеп (англ. Mike Estep; род. 19 июля 1949, Даллас) — американский теннисист, теннисный функционер и тренер. Победитель 9 турниров Гран-при и WCT (7 в парном разряде), победитель юношеского турнира Orange Bowl (1967), чемпион США в парном разряде среди юношей. Казначей (1982—1986), вице-президент (1983—1984) и председатель комиссии по компьютерному рейтингу Ассоциации теннисистов-профессионалов. Тренировал Мартину Навратилову, Аранчу Санчес Викарио и ряд других ведущих теннисисток.

## Биография
В течение юниорской карьеры был одним из ведущих теннисистов США в своих возрастных категориях. Возглавлял юношеские рейтинги с 1963 по 1967 годы, в том числе в паре с Джорджем Тейлором из Хьюстона (первая техасская пара во главе национального рейтинга США), признавался лучшим теннисистом-старшеклассником Техаса, в составе сборной США выиграл турнир Sunshine Cup — юношеский командный чемпионат мира, в 1967 году стал победителем престижного юношеского турнира Orange Bowl. В годы учёбы в Институте Райса четырежды включался в символическую любительскую сборную США. Был финалистом чемпионата NCAA в одиночном разряде в 1969 году, полуфиналистом в парном разряде в 1970 и в одиночном разряде в 1968 году, чемпионом Юго-Западной конференции в одиночном и парном разрядах в 1970 году.
Окончив вуз со степенью бакалавра по политологии, присоединился к профессиональному теннисному туру. Выступал до 1978 года, но был вынужден прервать карьеру из-за бурсита локтевого сустава (так называемый «теннисный локоть»). Занял место теннисного тренера в Хьюстоне. В 1980 году Эстеп предпринял первую попытку возвращения к соревнованиям (успев выиграть турнир серии Satellite в Австралии, где в финале победил Джона Фицджеральда), однако снова прервал выступления, когда у него была обнаружена папиллома на голосовых связках. После многочисленных операций и долгого лечения снова вернулся в профессиональный тур в 1982 году и дважды за год дошёл до финалов в турнирах Гран-при в одиночном разряде, завершив сезон в первой сотне рейтинга ATP. Продолжал выступать до конца 1983 года.
С 1982 по 1989 год входил в совет директоров Ассоциации теннисистов-профессионалов (ATP). Возглавлял комиссию по компьютерному рейтингу, в 1982—1986 годах занимал пост казначея ассоциации, а в 1983—1984 году был её вице-президентом. Одновременно, после окончания игровой карьеры, возобновил работу тренера. С 1983 по 1986 год тренировал Мартину Навратилову, в этот период бывшую лидером мирового женского тенниса. В дальнейшем среди теннисисток, с которыми работал Эстеп, были Элиза Берджин, Стефани Рее, Карлинг Бассетт, Сильвия Ханика, Гана Мандликова, Яна Новотна и Аранчу Санчес Викарио.
В 1992 году имя Майка Эстепа включено в списки Зала спортивной славы Университета Райса, в 2000 году — в списки Техасского музея и зала славы тенниса, а в 2005 году — в списки Зала славы мужского тенниса Межвузовской теннисной ассоциации.
Женат, имеет приёмную дочь. Занимался операциями с недвижимистью. Играл в бридж на высоком уровне, ежегодно принимая участие в национальных турнирах.

## Позиция в рейтинге в конце сезона
| Год              | 1973 | 1974 | 1975 | 1976 | 1977 |    | 1982 |
| ---------------- | ---- | ---- | ---- | ---- | ---- | -- | ---- |
| Одиночный разряд | 75   | 98   | 106  | 81   | 212  | 93 |      |
| Парный разряд    | —    | —    | —    | 49   | -    | -  |      |

## Финалы турниров Гран-при и WCT за карьеру

### Одиночный разряд (2-2)
| Результат | №  | Дата            | Турнир                        | Покрытие | Соперник в финале | Счёт в финале       |
| --------- | -- | --------------- | ----------------------------- | -------- | ----------------- | ------------------- |
| Победа    | 1. | 13 августа 1973 | Хейверфорд, Пенсильвания, США | Трава    | Джин Скотт        | 7-5 3-6 7-6 3-6 7-5 |
| Победа    | 2. | 23 февраля 1976 | Хартум, Судан                 | Хард     | Томас Кох         | 6-4 6-7 6-4 6-3     |
| Поражение | 1. | 26 апреля 1982  | Тампа, США                    | Хард     | Брайан Готтфрид   | 7-6 2-6 4-6         |
| Поражение | 2. | 5 июля 1982     | Ньюпорт, Род-Айленд, США      | Трава    | Хэнк Пфистер      | 1-6 5-7             |

### Мужской парный разряд (7-9)
| Результат |    | Дата            | Турнир                 | Покрытие | Партнёр         | Соперники в финале               | Счёт в финале  |
| --------- | -- | --------------- | ---------------------- | -------- | --------------- | -------------------------------- | -------------- |
| Победа    | 1. | 22 января 1973  | Омаха, США             | Ковёр(i) | Уильям Браун    | Джимми Коннорс Хуан Хисберт      | без игры       |
| Победа    | 2. | 5 февраля 1973  | Солт-Лейк-Сити, США    | Хард(i)  | Рауль Рамирес   | Иржи Гржебец Ян Кукал            | 6-4 7-6        |
| Победа    | 3. | 12 февраля 1973 | Калгари, Канада        | Хард(i)  | Илие Настасе    | Саболц Бараньи Петер Сёке        | 6-7 7-5 6-3    |
| Победа    | 4. | 26 марта 1973   | Валенсия, Испания      | Грунт    | Ион Цириак      | Бернар Миньо Патрик Хомберген    | 6-4 1-6 10-8   |
| Поражение | 1. | 2 апреля 1973   | Барселона, Испания     | Clay     | Ион Цириак      | Мануэль Орантес Хуан Хисберт     | 4-6 6-7        |
| Победа    | 5. | 29 октября 1973 | Джакарта, Индонезия    | Хард     | Иэн Флетчер     | Джон Ньюкомб Аллан Стоун         | 7-5 6-4        |
| Победа    | 6. | 21 января 1974  | Филадельфия, США       | Ковёр    | Пат Креймер     | Жорж Говен Жан-Батист Шанфро     | 6-1 6-1        |
| Поражение | 2. | 4 марта 1974    | Хамптон, Виргиния, США | Ковёр    | Пат Креймер     | Никола Пилич Желько Франулович   | 6-4 5-7 1-6    |
| Поражение | 3. | 21 октября 1974 | Мельбурн, Австралия    | Грунт    | Пол Кронк       | Гровер Рид Аллан Стоун           | 6-7 4-6        |
| Поражение | 4. | 11 ноября 1974  | Манила, Филиппины      | Грунт    | Марселло Лара   | Сид Болл Росс Кейс               | 3-6 6-7 7-9    |
| Победа    | 7. | 10 марта 1975   | Вашингтон, США         | Ковёр    | Джефф Симпсон   | Ананд Амритрадж Виджай Амритрадж | 7-6(5) 6-3     |
| Поражение | 5. | 21 апреля 1975  | Хьюстон, США           | Грунт    | Расселл Симпсон | Роберт Лутц Стэн Смит            | 5-7 6-7(5)     |
| Поражение | 6. | 18 августа 1975 | Бостон, США            | Грунт    | Джон Эндрюс     | Брайан Готтфрид Рауль Рамирес    | 6-4 3-6 6-7    |
| Поражение | 7. | 1 ноября 1976   | Кёльн, ФРГ             | Ковёр    | Колин Даудсвелл | Фрю Макмиллан Боб Хьюитт         | 1-6 6-3 6-7    |
| Поражение | 8. | 13 июля 1981    | Штутгарт, ФРГ          | Грунт    | Марк Эдмондсон  | Питер Макнамара Пол Макнами      | 6-2 4-6 6-7    |
| Поражение | 9. | 5 октября 1981  | Брисбен, Австралия     | Трава    | Марк Эдмондсон  | Крис Льюис Род Фроли             | 5-7 6-4 6-7(4) |